# Vittorio Miele

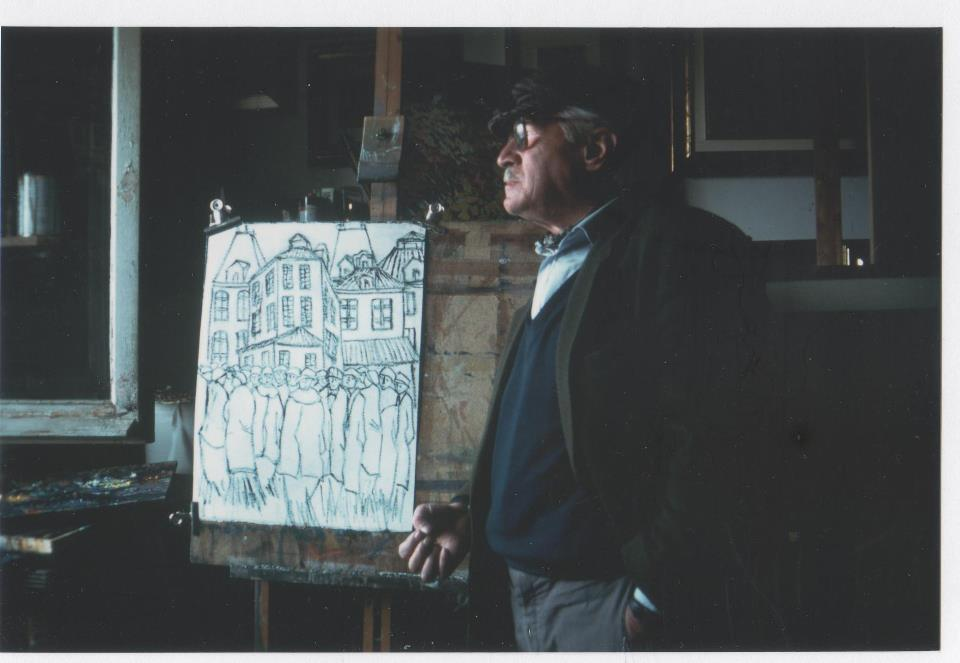
Vittorio Miele

Vittorio Miele (Cassino, Italia, 24 de noviembre de 1926 - † Cassino, Italia, 18 de noviembre de 1999) fue un pintor italiano.

## Biografía y obra
Vittorio Miele nació en Cassino en 1926 y vivió la tragedia de la Segunda Guerra Mundial, durante la batalla de Monte Cassino, donde murieron su padre y su hermana menor. Más tarde su madre murió a causa de sus heridas.

En la década de 1970, Miele participó en exposiciones en San Marino (una exposición en el vestíbulo del Teatro de Titán en 1971), Japón (1972, Galería "2000" en Tokio para una exposición colectiva que incluía obras de De Chirico, Gentili, Campigli, Greco y Cantatore), Yugoslavia (1973, Pabellón de Arte de Sarajevo), Canadá (1974) y Estados Unidos de América (1976).
Después de muchas otras exhibiciones en Italia, fue invitado, a finales de la década de 1970, a la colonia artística de Pocitelj en Yugoslavia.
En 1991 expuso en el Parlamento Europeo.
Amigo de Umberto Mastroianni, Alfredo Bonazzi, Kolja Micevic y Pietro Annigoni, Vittorio Miele ha sido definido por Duccio Trombadori como "el poeta del silencio".